# Michelinster

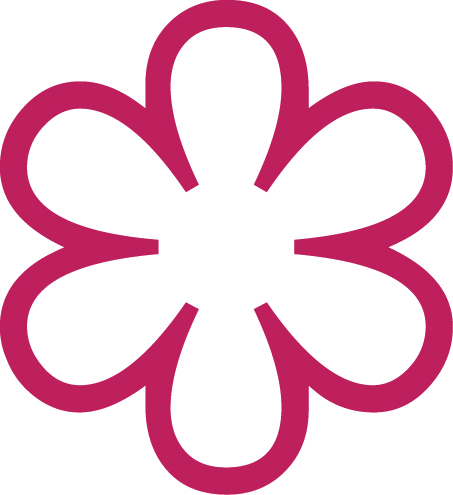
Michelinster

De Michelinster is een onderscheiding voor restaurants met een goede tot zeer goede keuken en een correcte bediening in de Rode Gidsen van Michelin. Een beperkt aantal restaurants krijgt in elke gids een, twee of drie sterren. Deze gelden als vooraanstaande graadmeter voor gastronomische kwaliteit. Naast de gids van concurrent GaultMillau wordt de gids in veel landen als autoriteit beschouwd op het gebied van lekker eten. Het symbool dat in de gids gebruikt wordt, wordt weliswaar een ster (in het Frans: étoile of macaron) genoemd, maar lijkt meer op een zesbladige bloem.

## Historiek

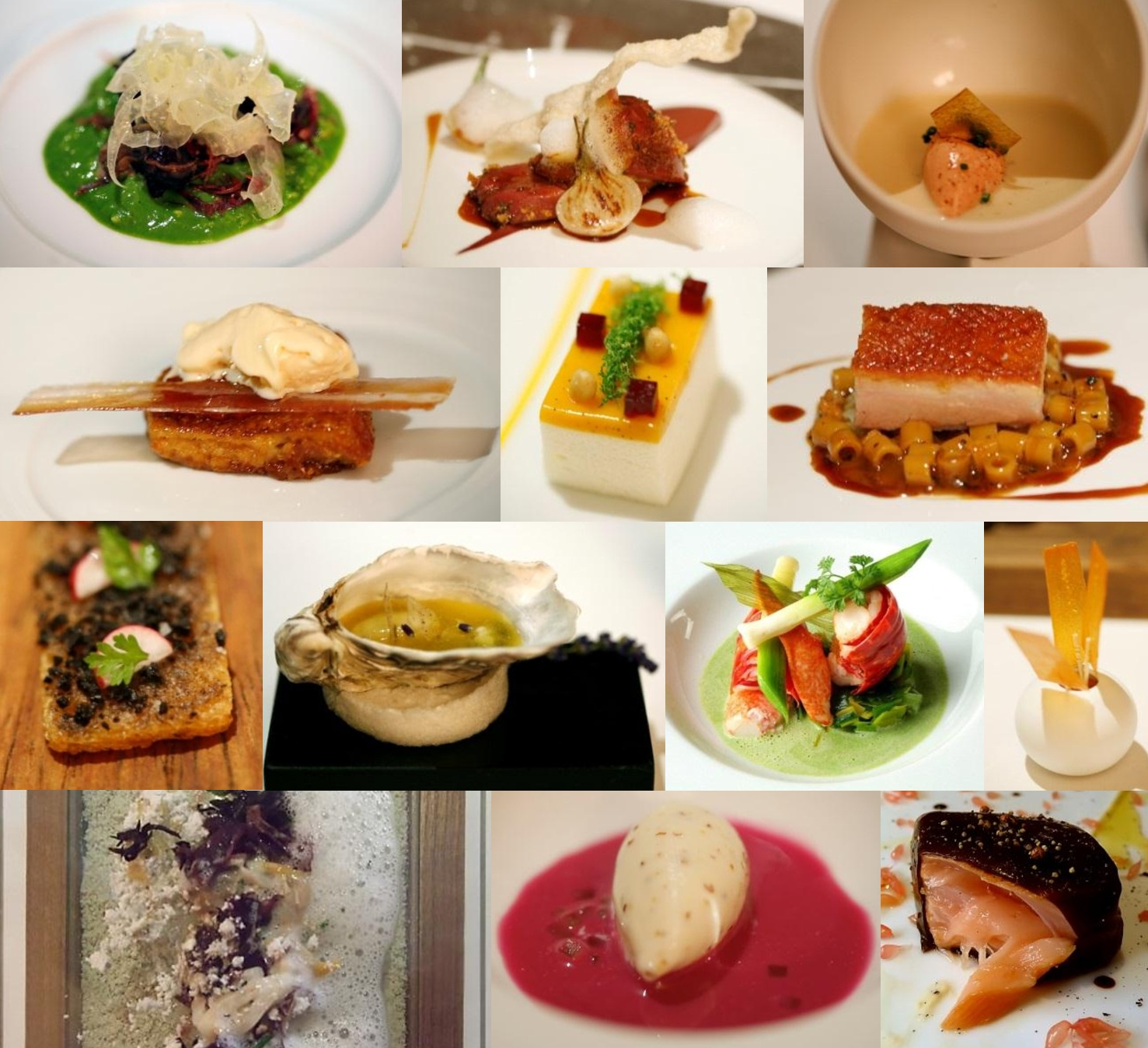
Gerechten van sterrenrestaurant The Fat Duck

De bandenfabrikant Michelin begon reeds in 1900 met het uitgeven van gidsen die reizigers in Frankrijk behulpzaam waren, om zo het automobilisme te bevorderen; daarmee was het bedrijf een voorloper in contentmarketing. De gidsen gaven aan waar goede wegen, tankstations, hotels en restaurants te vinden waren, maar ook bedrijven die later niet meer essentieel waren voor het reizen, zoals slotenmakers, kruideniers en drogisterijen. Deze gidsen waren kosteloos, zodat mensen ze op onbedoelde manieren gebruikten; het verhaal gaat dat de gebroeders Michelin de gidsen in een garage aantroffen als ondersteuning voor werkbanken.
Tijdens het Interbellum bracht men ook diverse gidsen uit voor het oorlogstoerisme, bijvoorbeeld "L'Yser et la Côte belge" (De IJzer en de Belgische kust) van 1920 die tal van oorlogsrelicten weergaf, zoals de meest populaire attractie Lange Max in Koekelare, het destijds grootste kanon ter wereld.
Rond 1926 introduceerde men dan de gids die goede restaurants markeerde met een ster. In de jaren dertig werden de tweede en derde ster toegevoegd.
Toen de gids eenmaal een commercieel merkproduct was, begon Michelin er geld voor te vragen. Het businessmodel achter de gids veranderde mee: zo werd er geld verdiend door op vraag restaurantgidsen uit te brengen voor specifieke regio's, bijvoorbeeld Singapore en Thailand. In de 21e  eeuw daalde de verkoop van de papieren gidsen sterk door de digitalisering en in 2021 werd de laatste papieren versie uitgebracht. Sindsdien is de Michelingids gratis online beschikbaar, ook als app waar restaurants geboekt kunnen worden.. Het verdienmodel leunt nu op commissie in online reserveringsplatforms, waaronder 'Thefork' van TripAdvisor, waar Michelin mee samenwerkt.

## Beoordeling
De jaarlijks verschijnende Rode Gidsen van Michelin bevatten een selectie van hotels en restaurants. Vroeger bestond er één Rode Gids voor Nederland, België en Luxemburg samen, sinds 2007 is er een voor Nederland apart. De hotels en restaurants zijn qua comfort en inrichting geklasseerd met huisjes (voor de hotels) en bestekjes (voor de restaurants), van één huisje/bestekje voor eenvoudige gelegenheden tot vijf voor de absolute luxe klasse. Die indeling staat echter los van de toekenning van Michelinsterren, want die hebben voornamelijk met de kwaliteit van het eten te maken.
Restaurants worden – behalve door de hoofdinspecteur – meestal anoniem bezocht, wat wil zeggen dat de Michelin-inspecteur zichzelf niet bekendmaakt; er zijn echter zo weinig inspecteurs dat deze in de culinaire wereld veelal bekend zijn. Bij het verschijnen van de jaarlijkse gids is er aandacht in de pers voor de toekenning van sterren. Het verkrijgen van een nieuwe ster wordt door veel chefs als een bewijs van waardering beschouwd en kan de omzet van het restaurant omhoog drijven. Omgekeerd kan het verlies van een ster nadelig zijn voor de reputatie. Daarom wordt weleens gezegd dat het een grotere uitdaging is om Michelinsterren te behouden dan er een te krijgen.
De hoofdinspecteur van de Benelux maakte bekend dat het interieur van het restaurant geen invloed heeft op het toekennen van een Michelinster. Ook kunnen restaurants hun eigen beoordeling niet inzien.

## Kritiek
Een voormalige inspecteur van Michelin, die 16 jaar voor de Rode gids had gewerkt, wekte in 2004 veel opschudding door een boek met onthullingen over de totstandkoming van de gidsen. In datzelfde jaar leverden drie culinaire journalisten (onder één pseudoniem) kritiek op de hele gids-cultuur; ze spraken in hun boek van de "dictatuur" van Michelin.
In 2005 vermeldde Michelin in de Benelux-gids het restaurant Ostend Queen, met de aanbeveling "Bib gourmand". Dat restaurant was echter nog niet open. De gehele oplage werd uit de handel gehaald en er verscheen een nieuwe uitgave zonder deze blunder.
In september 2011 publiceerde Paul van Craenenbroeck, van 1988 tot 2005 hoofdinspecteur van de Michelingids Benelux, zijn 'memoires' onder de titel De magie achter de Michelinster; hierin haalde hij onder meer uit naar de moleculaire gastronomie, die hij onzinnig vond. Ook had Van Craenenbroeck kritiek op de werkwijze van Michelin zelf. Zo schreef hij dat de gidsen van de Benelux met meer dan drieduizend hotels en restaurants worden gemaakt door slechts drie inspecteurs, dat de door Michelin beleden anonimiteit een fabeltje is, en dat de inspecteurs door teruglopende verkoop van de gids onder druk staan om wat reuring te veroorzaken. 'Sterretje erbij, sterretje eraf, opwinding creëren.'

## Internationalisering
In 2006 werden voor het eerst Amerikaanse restaurants besproken, in de eerste editie van de gids voor New York. Later dat jaar volgde een gids voor San Francisco Bay Area.
In maart 2007 maakte Michelin bekend dat medewerkers waren begonnen met het in kaart brengen van restaurants in Tokio. Hiervoor werd gewerkt met gemengde recensieteams, bestaande uit zowel Japanners als Europeanen. De eerste gids voor die stad kwam uit in november 2007 en was binnen een paar dagen uitverkocht; 191 restaurants kregen minstens één Michelinster, wat de stad volgens Michelin tot de meest culinaire stad ter wereld maakte. In 2008 kwam Michelin met een gids voor Hong Kong en Macau. In 2016 was er opnieuw uitbreiding in Azië met gidsen voor Shanghai en Singapore.

## Beschrijving
De Michelingids heeft als hoofdindeling de 'categorieën'. Deze worden aangeduid met bestekjes. De eenvoudigste categorie voor de restaurants is die met één bestekje ("vrij geriefelijk"); vijf bestekjes vormen de hoogste categorie ("zeer luxueus"). Als de bestekjes rood gekleurd zijn, is het restaurant beoordeeld als 'aangenaam'.
De sterren duiden op uitzonderlijke kwaliteit van een keuken. De sterren zijn in beginsel onafhankelijk van de categorie (het aantal bestekjes dus). Ze worden in de gids als volgt beschreven:
 Eén sterEen uitstekende keuken in zijn categorie (Une très bonne table dans sa catégorie).
 Twee sterrenEen verfijnde keuken die een omweg waard is (Table excellente, mérite un détour).
 Drie sterrenEen uitzonderlijke keuken die een reis waard is (Une des meilleures tables, vaut le voyage).
Bij de restaurants met één ster wordt uitdrukkelijk een relatie gelegd met de categorie waarin het restaurant is ondergebracht: het etablissement moet uitstekend zijn in zijn categorie. Die kan dus variëren van één bestekje tot vijf. Eén ster zegt dus niet zomaar dat het om een goede keuken gaat, maar om een die eruit springt in vergelijking met restaurants uit dezelfde categorie. Aangezien de 'categorie' als regel overeenkomt met de prijsklasse, staat de enkele ster dus (onuitgesproken) voor een uitzonderlijke prijs/kwaliteitsverhouding.

## Bib Gourmand
Een andere kwalificatie van Michelin is de aanduiding "Bib Gourmand", waarbij "Bib" de afkorting is van Bibendum, het Michelinmannetje. Dit is het onderscheidingsteken voor 'een eetgelegenheid die een prima maaltijd serveert onder € 37 (onder € 36 in Brussel en Luxemburg) exclusief dranken' (prijspeil Michelingids 2012). In 2021 werd als grensbedrag € 39 gehanteerd. Michelin heeft het zelf over ''restaurants die bekend staan om hun generositeit en geweldige prijs-kwaliteitsverhouding.'' In Frankrijk zijn er restaurants geweest met zowel een Bib Gourmand als een ster; minstens vanaf 2009 kan dat niet meer; komt een eetgelegenheid voor beide in aanmerking, dan krijgt het een ster. Op de website van Michelin zijn in 2021 de Bib Gourmand-restaurants te vinden.

## Sterrenrestaurants in België en Nederland

### België
In België werd de eerste Michelinster uitgedeeld in 1939 aan Villa Lorraine. Het zonder onderbrekingen langst vermelde restaurant is Comme Chez Soi dat sinds 1953 een of meerdere sterren heeft. Per februari 2021 telt België 127 restaurants met een of meerdere sterren.

### Nederland
In Nederland werd de eerste Michelinster uitgedeeld in 1957. Het zonder onderbrekingen langst vermelde restaurant met een Michelinster in Nederland is De Kromme Dissel in Heelsum. Van 2020 tot 2023 steeg het aantal sterrenrestaurants in Nederland: achtereenvolgens waren er 111, 113, 117 en 125. In 2024 waren er 122: De Librije heeft sinds 2004 drie sterren, verder zijn er 19 met twee sterren en 102 met een ster.

## Sleutels
Sinds 2024 kent Michelin naast sterren voor restaurants ook sleutels toe voor hotels. Op 8 april 2024 presenteerde het bedrijf de eerste hotelgids met 189 hotels, voorlopig alleen in Frankrijk. Deze 189 zijn weer een selectie uit de zeshonderd hotels die op de website van Michelin worden aanbevolen. Later worden namen buiten Frankrijk toegevoegd.